# Eugenia padronii
Eugenia padronii är en myrtenväxtart som beskrevs av Brother Alain. Eugenia padronii ingår i släktet Eugenia och familjen myrtenväxter.
Artens utbredningsområde är Puerto Rico. Inga underarter finns listade i Catalogue of Life.